# Anders Stafhell
Anders Stafhell, född 1730 i Stockholm, död 10 mars 1794 i Stockholm, var en svensk silversmed.
Han var son till silversmeden Gustaf Stafhell och Catharina Olofsdotter Beckman och gift med Ulrika Lovisa de Broen samt bror till Margareta Stafhell-Åkerman och Gustaf Stafhell. Förutom den vanliga utbildningen till silver- och guldsmed studerade Stafhell vid Konstakademien i Stockholm. Under sin studietid medverkade han i några av akademiens utställningar med några bildhuggerier som gav honom akademins mindre premium. Han blev silversmedmästare 1755 och tog tillsammans med sin bror över sin fars stora verkstad i Stockholm. En stor del av hans produktion består av hantverksmässigt gediget utförda föremål som dock saknar det stora konstnärliga värdet. För hovets räkning tillverkade han en rad bruksföremål när serviserna skulle förnyas för att överensstämma med den nya gustavianska stilen. Bland hans högre konstnärligt utförda arbeten räknas ett antal terriner där troligen rutningarna har utförts av den franske silversmeden RJ Auguste och Jean Eric Rehn. I skålarnas buktade former finns det spår av rokokon medan rokokoornamentiken har ersatts med nyklassiska lagerbårder, godronneringar och lejonmasker. Stafhell är representerad vid Nationalmuseum och Kungliga slottet i Stockholm.